# 中華民國憲政史
中华民国宪政史指的是自1912年中华民国创建以来制定宪法，施行宪政，实践主权在民之立国精神的历史。总体而言，中华民国宪政史分为制宪史和行宪史两部分。

## 相关作品
书籍
- 《旧中国反动政府制宪丑史》